# Мейеровиц, Зигфрид Анна
Зигфрид Анна Мейеровиц (латыш. Zigfrīds Anna Meierovics, 24 января [5 февраля] 1887, Дурбен, Курляндская губерния, Российская империя — 22 августа 1925, окрестности Тукумса, Латвийская Республика) — латвийский государственный деятель, первый министр иностранных дел независимой Латвийской Республики.

## Детство
Родился в небольшом городе Дурбен (ныне Дурбе) в семье врача еврейского происхождения Хаима Мейеровица (1855—1913) и матери — латышки Анны Филхольд (1860—1887). Своё второе имя он получил в честь матери, которая умерла при родах. После трагической смерти супруги, отца Зигфрида настигло психическое расстройство, из-за которого он попал в больницу, а маленького Зигфрида взяла на воспитание тётя, проживавшая в Сабиле (тогда Сабельн), в семье которой он рос.

## Юношеский период
Образование своё он начал в Тукумской городской гимназии, после окончания которой он успешно поступает в престижное учебное заведение — Мироновское коммерческое училище, находившееся в Риге. После окончания этого учебного заведения Мейеровиц поступает в Рижский политехнический институт. Будучи студентом, Зигфрид принимает активное участие в деятельности ряда национальных организаций, которых становится особенно много после революционных перипетий 1905—1907 гг., что стало своеобразной реакцией на консервативную политику правящих кругов России в отношении прибалтийского региона. Институт Мейеровиц заканчивает в 1911 году, получив звание кандидата коммерческих наук 1-й степени. С наступлением войны и последующим политическим хаосом Мейеровиц отправляется в Россию, где принимает участие в деятельности Комитета помощи латышским беженцам вместе с рядом известных в латышской среде общественных деятелей и представителями национальной интеллигенции.

## Начало политической карьеры
Февральская революция предопределила его политическую карьеру. Он вскоре возглавил новое политическое движение, получившее название Латышский крестьянский союз. Его можно смело причислить к числу отцов-основателей этой знаковой для периода независимой Латвии политической силы. Партия была основана в апреле 1917 года в городе Валке, а к 1919 году её штаб переместился в охваченную революционными страстями Ригу. В числе её лидеров в этот период можно назвать Карлиса Улманиса, Артура Альберинга, Хуго Целминьша и самого Мейеровица. Эта партия также известна тем, что фактически руководила деятельностью организации айзсаргов. В рамках этой же партии в 1933 начала созревать идея государственного переворота, который в следующем году был осуществлён её руководителем Карлисом Ульманисом, но в итоге диктатор распустил партию после захвата власти, и она перестала существовать после 1934 года. Также Мейеровиц входит в состав правления Видземского земельного совета, который также появился в 1917 году.

## Участие в борьбе за независимую Латвию
19 ноября 1918 года, после заседания Латвийского Народного совета в здании Рижского русского театра на пересечении Николаевского и Пушкинского бульваров, ему доверяют пост министра иностранных дел новопровозглашённой республики, однако тогда ещё это государственное образование не имело реальной власти и практически не пользовалось поддержкой населения. В этом Временном национальном правительстве, созданном в ходе собрания представителей латышской интеллигенции (в состав кабинета министров, главой которого был избран Ульманис, входили, в частности, Микелис Вальтерс, Янис Голдманис, Янис Залитис, Я. Блумбергс, С. Паэгле, Д. Рудзитис), Мейеровиц нёс ответственность за налаживание международных контактов, хотя на первых порах представители правительств государств Антанты (генерал Гоф, адмирал Синклер) и Германии (уполномоченный представитель Германии в балтийском регионе Август Винниг) сами искали подход к самопровозглашённому правительству республики. Зачастую роль Мейеровица откровенно игнорировалась в закулисных интригах, так как свои приказы и рекомендации Винниг направлял непосредственно председателю Совета министров Улманису и его заместителям Рудзитису и Залитису, так что внешнеполитическое ведомство в этом органе власти на начальном этапе выполняло формальную функцию.

## Дипломатическая деятельность за рубежом
В то же время из-за напряжённой внутриполитической ситуации в регионе (который на тот момент в юридическом и геополитическом аспектах представлял собой уже не губернию, но ещё не республику), Мейеровиц отправился в Париж. Перед ним (и его помощником Янисом Сесксом) стояла задача добиться признания независимого правительства, а 23 ноября 1918 года к ним присоединился Янис Чаксте, президент республики, относительно нейтральная политическая фигура. Втроём они занялись зондированием дипломатической почвы во Франции. В конце концов сам Мейеровиц тогда не скрывал, что республика нуждается в обильных денежных вливаниях (в качестве доноров подразумевались государства Антанты) для того, чтобы быть в состоянии сопротивляться распространению большевистской идеи в регионе: «…на большевистском фронте мы не в силах начать наступление, пока не получим оружия и денег. Хорошо ещё, что мы в состоянии обороняться».

## Роль в политических перипетиях 1919 года
Первую половину 1919 года Мейеровиц провёл в Париже, где на Парижской мирной конференции пытался добиться международного признания Латвийской Республики. Таким образом он избежал судьбы остальных членов кабинета Улманиса, которые из-за попытки переворота, предпринятой фон дер Гольцем 16 апреля, были вынуждены скрываться на пароходе «Саратов» под охраной флота стран Антанты. В результате переворота на территории, не занятой силами Латвийской ССР, установилось двоевластие, так как в мае было образовано пронемецки ориентированное правительство писателя, историка и священнослужителя Андриевса Ниедры. После провала похода Бермондта и фон дер Гольца на Ригу и последовавшего за этим окончательного провозглашения независимой Латвии, Мейеровиц занял пост главы министерства иностранных дел.

## Послевоенный демарш
После отхода армии Бермондта, которая состояла в основном из немецких солдат и офицеров, 19 ноября 1919 года Мейеровиц отправляет телеграмму германскому правительству в Берлин, в котором обозначено принуждение командующего германскими войсками в Курляндии Матиасу фон Эбергарду (фактическому преемнику фон дер Гольца) к немедленному заключению «вечного мира» и выводе германского военного контингента с территории суверенного государства, на что германское правительство отвечает, что оно «… в согласии с комиссией Антанты признаёт предложение генерала Эбергарда о перемирии». После получения такого уверения Мейеровиц позволил себе внешне неожиданный, но политически вполне прогнозируемый демарш: 25 ноября 1919 года он заявил об официальном прекращении дипломатических отношений с Германией, а на заседании правительства в его выступлении прозвучало высказывание, что отныне Латвия находится в состоянии войны с Германией. Подробную формулировку повода для войны можно прочитать в записи примечательного выступления господина Мейеровица от 25 ноября 1919 года перед членами Народного совета. После акта объявления войны все немецкие граждане, проживавшие на территории Латвии, подверглись перерегистрации, после чего им было запрещено менять своё местожительство под угрозой интернирования в концлагеря. Дело в том, что подобный документ о войне, составленный Зигфридом Мейеровицем, требовался кабмину Латвии для оправдания претензий о компенсации за насильственное вторжение в страну в 1915 году, захват Риги 21 августа 1917 года и восстановление «оккупационного» режима 22 мая 1919 года.

## Другие заслуги
Часто в заслугу ему ставят то, что ещё до созыва Учредительного собрания в мае 1920 года ему удалось добиться официального признания Великобританией государственного суверенитета Латвийской Республики. Он же подготовил договор от 11 августа 1920 года с Советской Россией. 26 января 1921 года Мейеровиц похлопотал о признании Латвии также Францией, Италией, Японией и Бельгией — это признание было окончательным и безоговорочным.

## Высокие посты в латвийском правительстве
В июне 1921 года Мейеровиц становится председателем кабинета министров, и на этом посту ему удаётся продержаться до января 1923 года, когда он передал свою должность Янису Паулюксу. С июня 1923 по январь 1924 года он также председательствовал в Кабинете министров. Мейеровиц входил в состав Народного совета, Учредительного собрания и первого Сейма Латвийской Республики.

## Личная жизнь
28 сентября 1910 года он женился на своей двоюродной сестре, Анне Филхольд (1888—1955), которую звали точно также как и его мать. У супругов родилось трое детей: Гельмут (1914—1998), Рута (1916—1999) и Гунарс (1920—2007). Его младший сын Гунарс был кандидатом в президенты Латвии в 1993 году. 
18 февраля 1924 года супруги развелись. Уже 7 июля того же года Зигфрид женился на Кристине Бакмане (1897—1925). От этого брака детей не было. После трагической смерти мужа (см. ниже), его вторая супруга совершила самоубийство.

## Обстоятельства смерти
22 августа 1925 года погиб в автомобильной катастрофе недалеко от Тукумса при несколько странных обстоятельствах, которые позволяют говорить о нелепости смерти министра. По словам его сына Гунарса, отец сел в автомобиль марки «Мерседес» и отправился навестить свою жену Кристину, которая находилась на лечении от туберкулёза в санатории на Рижском взморье. За рулём находился шофёр его супруги Калныньш. Неожиданно Мейеровицу захотелось навестить своих детей от первого брака, которые проживали с матерью в Семской волости Тукумского района, и он попросил водителя свернуть на второстепенную дорогу, которую недавно ремонтировали, и она ещё не была как следует объезжена, к тому же по бокам остались насыпи от ремонта. За 4 километра от хутора «Друки» машина подобрала бывшую супругу Мейеровица Анну и троих детей, а также сына соседей по хутору. Они сели в автомобиль к Мейеровицу и все вместе двинулись дальше. В прессе после трагедии было отмечено, что скорость машины не превышала 15 километров в час, к тому же Мейеровиц несколько раз просил водителя ехать медленнее. Вскоре на их пути попалась большая яма, которую Калныньш попытался объехать, но безуспешно, и автомобиль, наехав на насыпь, перевернулся и скатился в кювет. Всем членам семейства, а также шофёру и соседскому мальчику, удалось выпрыгнуть на ходу из переворачивавшейся машины, один Мейеровиц остался внутри. После того, как все выбрались, шофёр обнаружил в машине его тело.

## Увековечение памяти

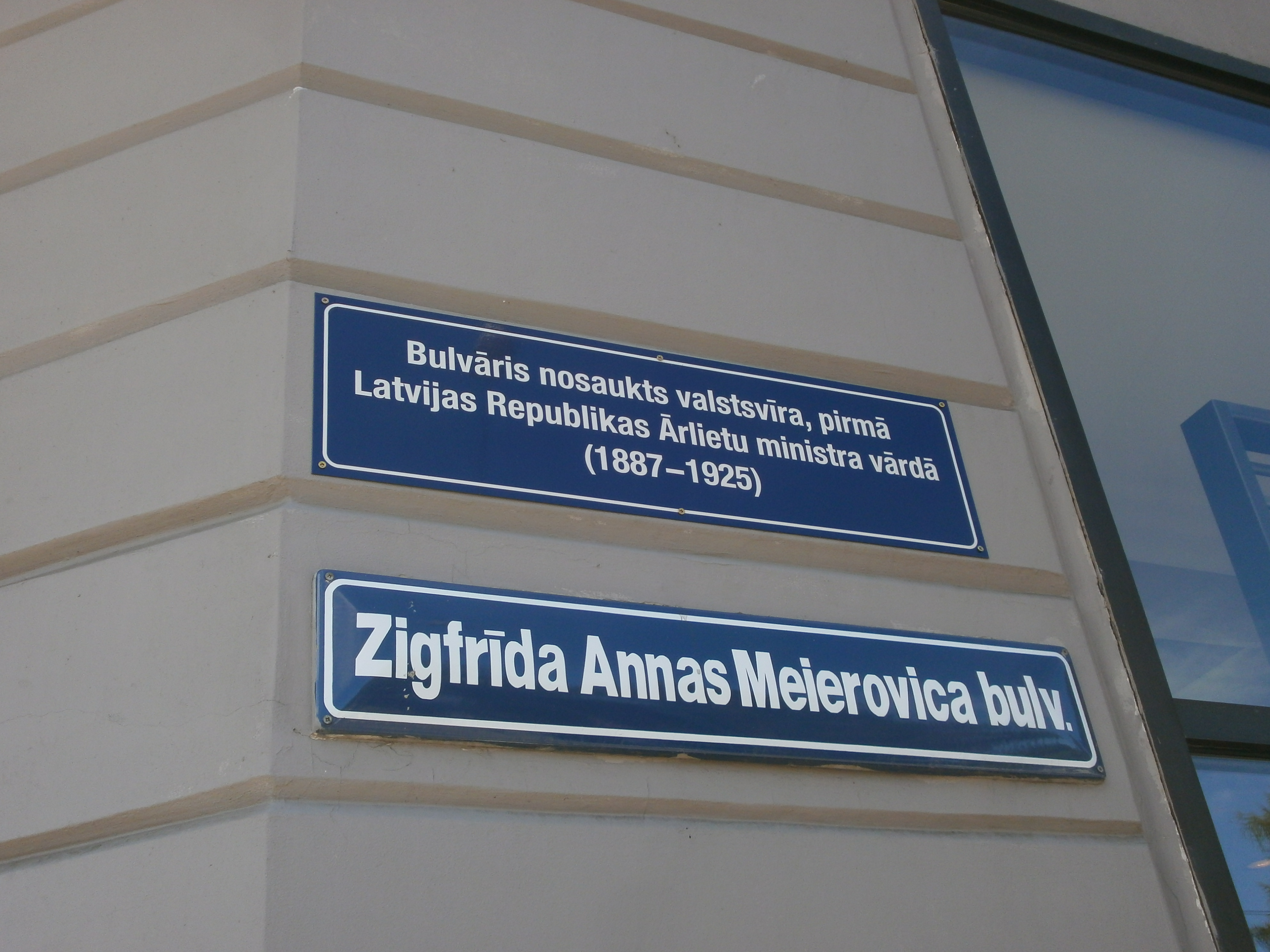

Был похоронен в Риге на Лесном кладбище.
В 1927 году на месте гибели Зигфрида Анны Мейеровица был открыт памятный знак, на церемонии присутствовал Карлис Улманис.
21 января 1929 года Бастионный бульвар был переименован в бульвар Мейеровица. В советское время памятный знак был снят, а бульвару присвоено название Падомью («Советский»), однако в 1989 году представители Народного фронта поставили знак на место, в 1991 году бульвар получил название «Бастея» («Бастионный»), а в 2009 году он был снова переименован в честь Мейеровица.
В Юрмале имя Мейеровица с 1936 года носит один из главных проспектов города (в советское время — проспект Ленина).